# Ri Hyong-jin
Ri Hyong-jin ((리형진?, 李亨進?); 19 luglio 1993) è un calciatore nordcoreano, centrocampista dell'April 25.

## Carriera

### Club
Con il April 25 ha segnato 5 reti in 19 presenze in Coppa dell'AFC.

### Nazionale
Ha partecipato ai Mondiali Under-20 del 2011. Tra il 2013 ed il 2019 ha segnato 3 reti in 5 presenze in nazionale maggiore.